# Смут, Оливер

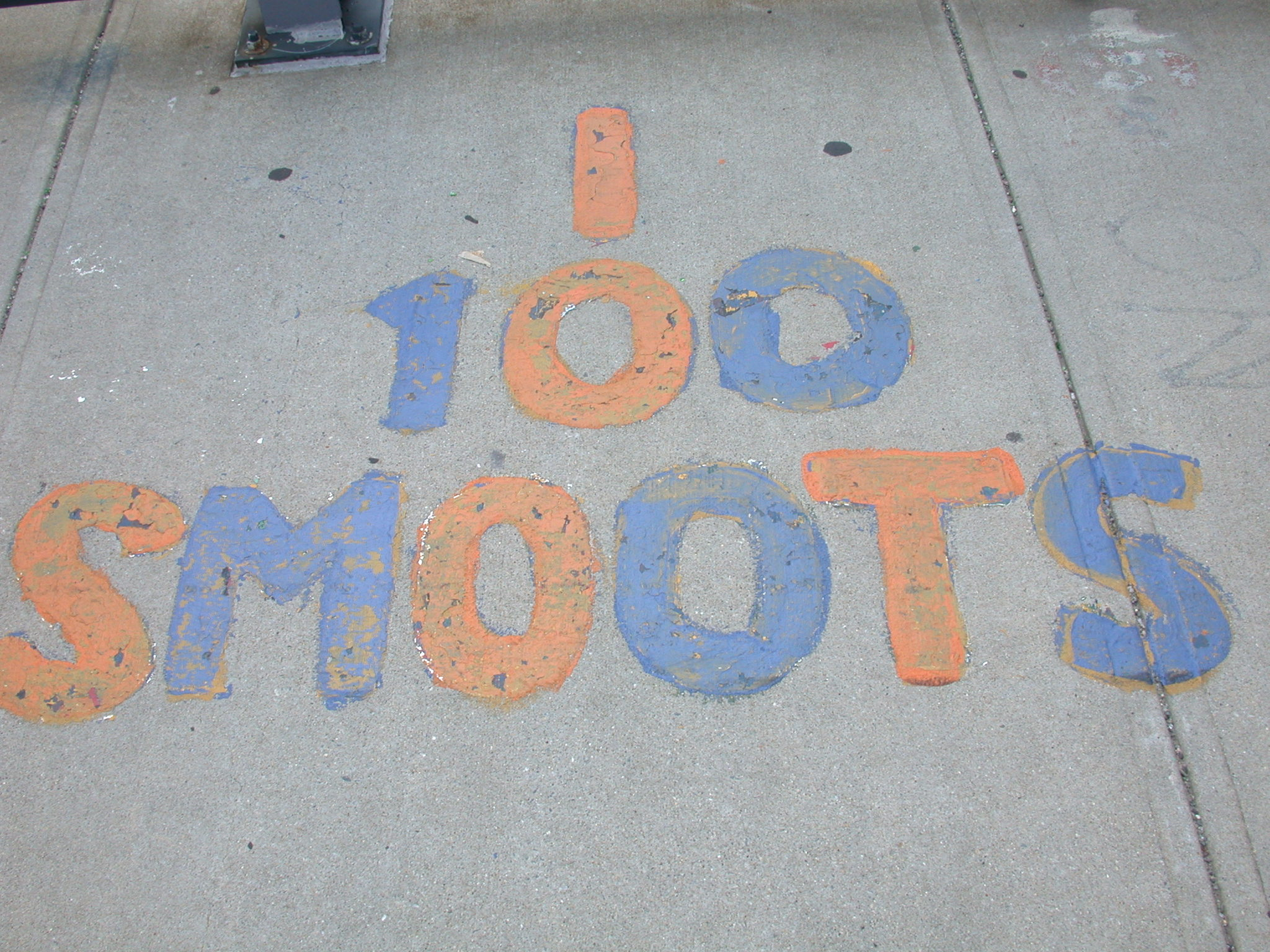
Отметка 100 смутов

Оливер Рид Смут-младший (англ. Oliver Reed Smoot, Jr; род. 1940) — председатель Американского национального института стандартов (ANSI) с 2001 по 2002 года и Президент Международной организации по стандартизации (ISO) с 2003 по 2004 года. Двоюродный брат Нобелевского лауреата Джорджа Смута.
Получил степень бакалавра наук в Массачусетском технологическом институте и высшее юридическое образование в Джорджтаунском университете.

## Интересный факт
Стал известным после того, как в студенческие годы группа студентов его телом измерила длину Гарвардского моста, после чего появилась единица длины «смут». Нанесённые краской мерные пометки присутствуют на мостовой до сих пор.